# Грін-Веллі (округ Солано, Каліфорнія)
Грін-Веллі (англ. Green Valley) — переписна місцевість (CDP) в США, в окрузі Солано штату Каліфорнія. Населення — 1654 особи (2020).

## Географія
Грін-Веллі розташований за координатами 38°15′50″ пн. ш. 122°9′45″ зх. д. / 38.26389° пн. ш. 122.16250° зх. д. (38.263840, -122.162493).  За даними Бюро перепису населення США в 2010 році переписна місцевість мала площу 21,52 км², з яких 21,52 км² — суходіл та 0,00 км² — водойми.

## Демографія
Згідно з переписом 2010 року, у селищі мешкало 1625 осіб у 678 домогосподарствах у складі 540 родин. Густота населення становила 76 осіб/км².  Було 724 помешкання (34/км²).
Расовий склад населення:
| - 86,9 % — білих - 5,0 % — азіатів - 2,5 % — чорних або афроамериканців - 0,6 % — вихідців з тихоокеанських островів - 0,4 % — корінних американців - 1,2 % — осіб інших рас |

До двох чи більше рас належало 3,4 %. Частка іспаномовних становила 7,4 % від усіх жителів.
За віковим діапазоном населення розподілялося таким чином: 13,2 % — особи молодші 18 років, 57,8 % — особи у віці 18—64 років, 29,0 % — особи у віці 65 років та старші. Медіана віку мешканця становила 55,5 року. На 100 осіб жіночої статі у селищі припадало 102,4 чоловіків;  на 100 жінок у віці від 18 років та старших — 98,3 чоловіків також старших 18 років.
Середній дохід на одне домашнє господарство  становив 138 832 долари США (медіана — 66 750), а середній дохід на одну сім'ю — 165 232 долари (медіана — 104 833). За межею бідності перебувало 1,0 % осіб, у тому числі 0,0 % дітей у віці до 18 років та 0,0 % осіб у віці 65 років та старших.
Цивільне працевлаштоване населення становило 606 осіб. Основні галузі зайнятості: роздрібна торгівля — 23,1 %, освіта, охорона здоров'я та соціальна допомога — 18,3 %, фінанси, страхування та нерухомість — 16,5 %.